# Canary Wharf

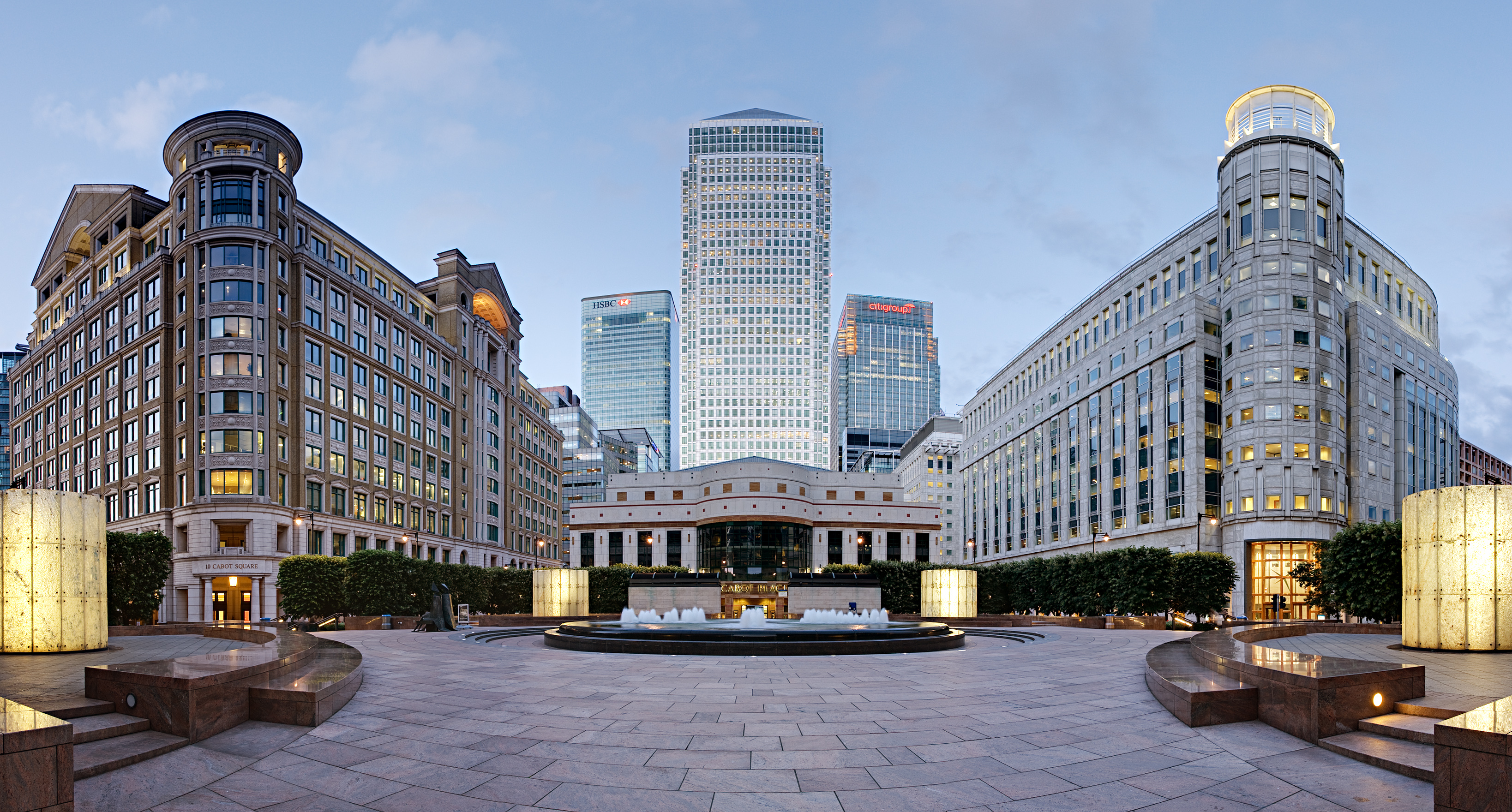
Canary Wharf irodaházai a Cabot Square felől

Canary Wharf egy kiterjedt bevásárló- és üzleti negyed Kelet-Londonban, Tower Hamlets kerületben. Versenyezve London történelmi üzleti központjával, a City of Londonnal, a Heron Tower (230m magas), és a Shard (310m) átadásáig Canary Wharfon volt az Egyesült Királyság három legmagasabb felhőkarcolója: a Canada Square 1 (közismert nevén a Canary Wharf torony), 8 Canada Square és a Citigroup központ.

## Története

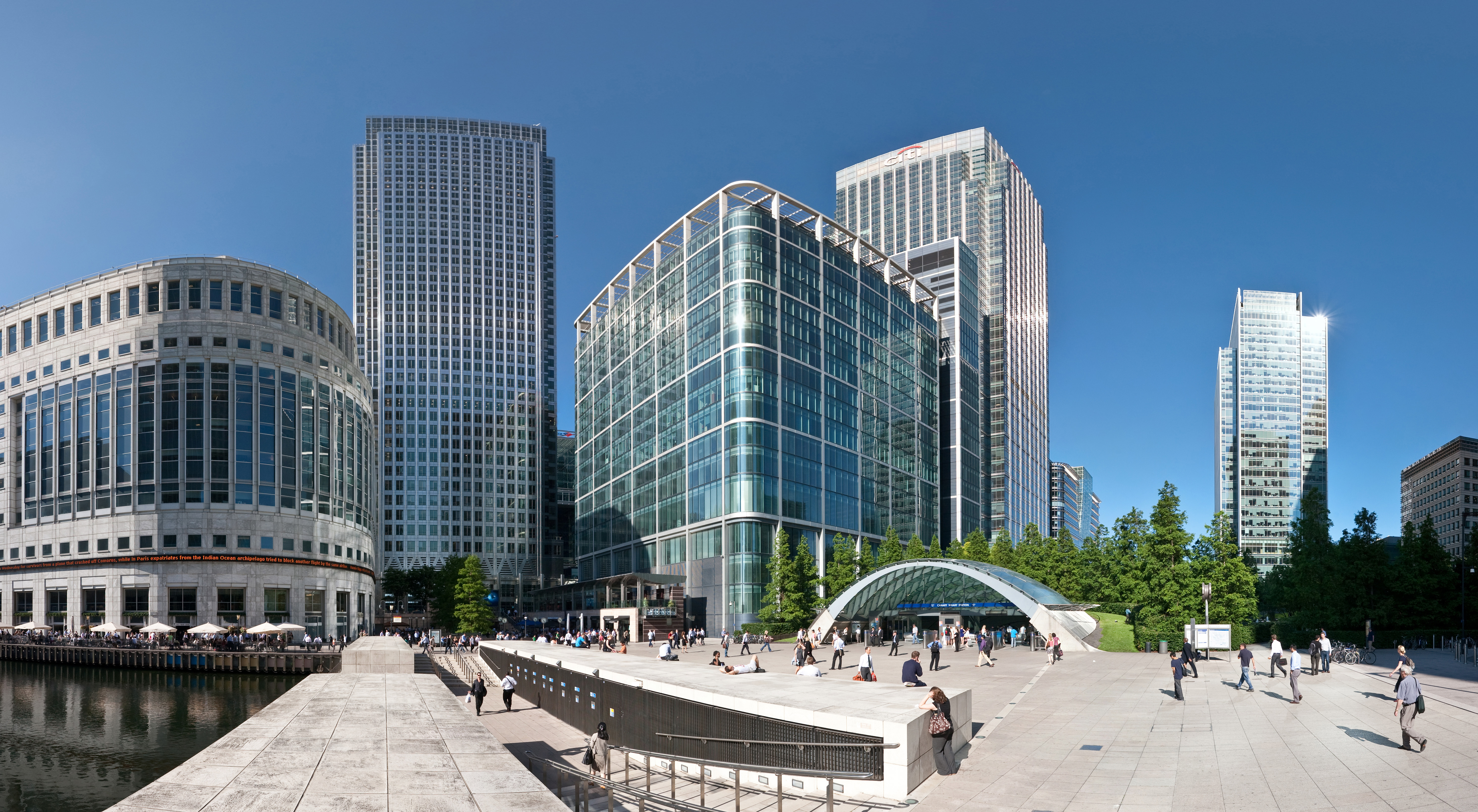
Canary Wharf látképe. Az irodaházak balról jobbra: Reuters, One Canada Square, Citigroup központ, Canary Wharf metróállomás a Jubilee line vonalán, és jobbra az Upper Bank Street 10 torony

Canary Wharf az Isle of Dogs (Kutyák-szigete) szigeten, azon belül a West India Docks (Nyugat-India dokkok) területén épült ki. 1802-óta ez volt a világ egyik legforgalmasabb dokkja. Az 1950-es évektől a tengeri-kikötői kereskedelem hanyatlásnak indult, így a dokkokat 1980-ra bezárták.
Canary Wharf a nevét a West Wood Quay (rakpart) 32-es számú kikötőállásról kapta. Ezt 1936-ban építtette a Fruit Lines Ltd. Kereskedő vállalkozás, amely a Fred Olsen Lines mediterrán és Kanári-szigeteki gyümölcs-kereskedelmi cég leányvállalata volt.
Kérésükre a kikötőállás és a hozzá tartozó raktár a Canary Wharf, azaz „Kanári-rakpart” nevet kapta.
Canary Wharf jelene akkor kezdődött, amikor Michael von Clemm, a Credit Suisse First Boston (CSFB) elnöke javasolta, hogy a kikötői területet alakítsák irodaparkká. 
Részletes egyeztetése a G Ware Travelstead ingatlan-fejlesztő vállalkozással kész tervek elkészültét eredményezte az új üzleti negyedről. A projektet átadták az Olympia & York kanadai illetőségű ingatlan-hasznosító vállalatnak, és a munkálatok 1988-ban elkezdődtek.
Az első épületek 1991-re épültek fel, így többek között a One Canada Square is, amely az Egyesült Királyság legmagasabb épülete lett, valamint a Docklands terület fejlesztésének meghatározó szimbóluma. Mire az épületet megnyitották, a londoni kereskedelmi ingatlanpiac összeomlott és az Olympia&York Canary Wharf Ltd. vállalat csődöt jelentett 1992 májusban.

## Helyi ellentétek
Az új pénzügyi negyed kialakításának ötlete nem örvendett túl nagy népszerűségnek a helyi lakosok között, mert úgy vélték, hogy a terület átalakításával nem lesz sem munkalehetőség, sem pedig tömegközlekedés-fejlesztés a környéken. Ugyanakkor a fejlesztési folyamat során a helyi közösséggel való együttműködés több, mint 7000 helyi lakos számára biztosít munkalehetőséget Canary Wharfon.
1997-ben néhány Isle of Dogs szigeti lakos pert indított a Canary Wharf Ltd. ellen, mert a toronyház megzavarta a televízió-készülékek által fogott adást. A lakosok elvesztették a pert.

## Megmentés és fellendülés
1995 decemberében egy nemzetközi konzorcium, melyet a korábbi tulajdonos Olympia&York vállalat és más befektetők hoztak létre, felvásárolta a fejlesztési jogokat és terveket. Az újonnan megalapított Canary Wharf Limited később a Canary Wharf Csoport nevet kapta.
Amikor az ingatlanpiac „magához tért”, a fellendüléssel együtt járt, hogy egyre nagyobb igény jelentkezett „A”-kategóriás, emeletes irodaházakra, ezáltal lassan a Canada Square 1 torony az érdeklődés középpontjába került. 
Canary Wharf fellendülésének történetében elérkezett az egyik legkritikusabb állomás, amikor a rég várt Jubilee line metróvonal meghosszabbításának munkálatai elkezdődtek. A kormány a munkákat az ezredfordulós ünnepségekre szerette volna befejezni.
2004 márciusában a Canary Wharf Group plc-t átvette egy - a Morgan Stanley által vezetett - befektetői csoportból Songbird Estates néven létrejött konzorcium.

## Napjainkban
Canary Wharf irodaházait többnyire nagy bankok bérlik, például a Barclays, Credit Suisse, HSBC, Citigroup, valamint jogi és médiacégek, így a Clifford Chance, Thomson Reuters és a Trinity Mirror.
A területen dolgozó alkalmazottak száma már meghaladja a 100 000 főt, melynek 25%-a a környező öt kerületben lakik. A Jubilee Place bevásárlóközpont megnyitásával Canary Wharf egyben bevásárló negyed is lett.

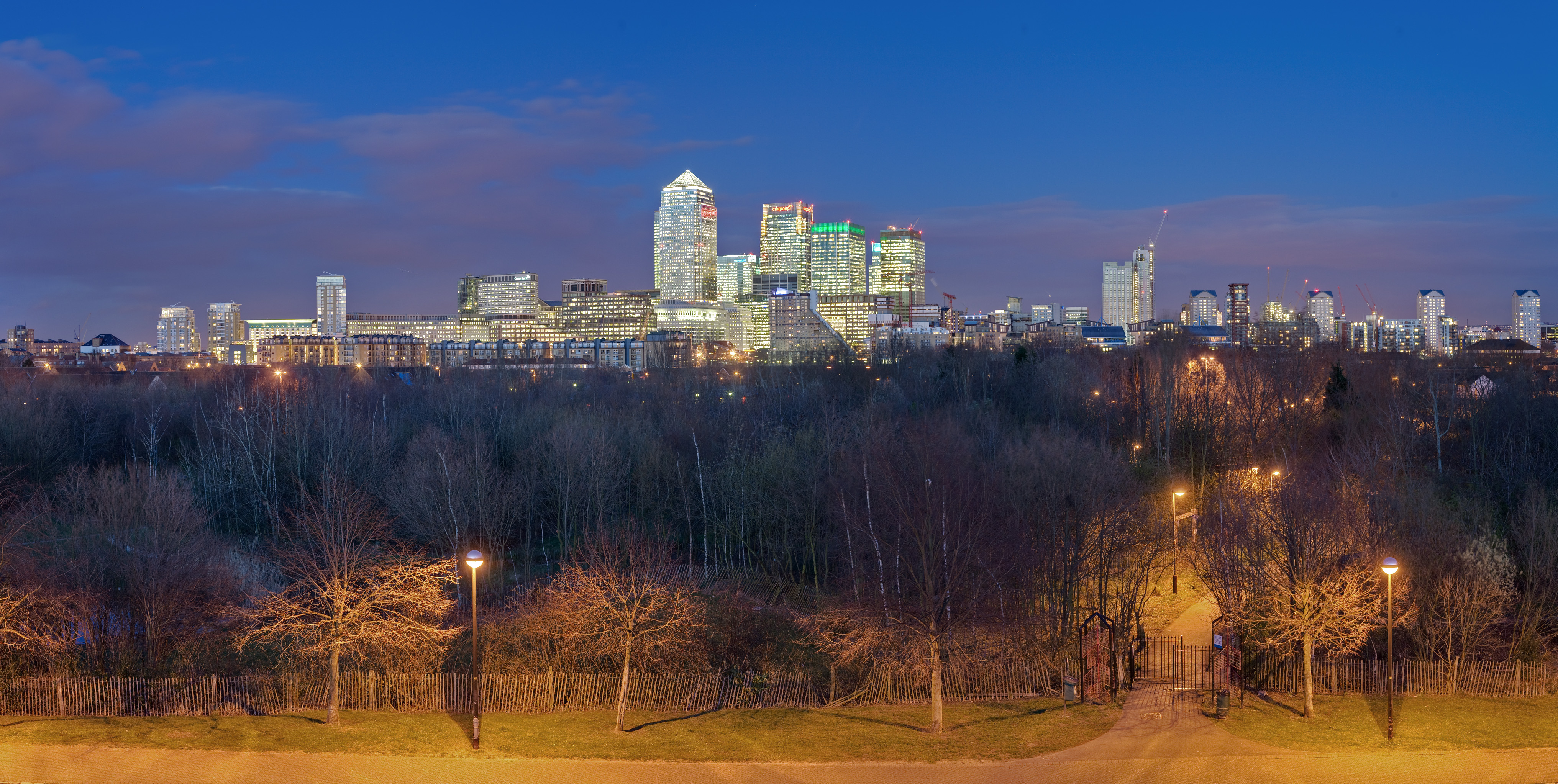
Canary Wharf látképe távolról

### Felhőkarcolók
Canary Wharf felhőkarcolói
| Épület neve          | Magasság méter | Emeletek száma | Épült év | Jelentősebb bérlők                                                                                        | Kép |
| -------------------- | -------------- | -------------- | -------- | --- | --- |
| One Canada Square    | 235,1          | 50             | 1991     | Bear Stearns Int. Plc, Clydesdale Bank, NatWest, SWX Swiss Exchange, Global Sage, Canary Wharf Group Plc. |     |
| 8 Canada Square      | 199,5          | 45             | 2002     | HSBC |     |
| Canada Square 25     | 199,5          | 45             | 2001     | Citigroup, Wells Fargo                                                                                    |     |
| Churchill Place 1    | 156,4          | 32             | 2004     | Barclays, Cantor Fitzgerald & BGC Int.                                                                    |     |
| 25 Bank Street       | 153            | 33             | 2003     | Lehman Brothers (2008-ig), Nomura                                                                         |     |
| 40 Bank Street       | 153            | 33             | 2003     | Trinity Mirror Group, Duff and Phelps, iFlex Solutions Plc                                                |     |
| 10 Upper Bank Street | 150,9          | 33             | 2003     | Total S.A, Infosys, Clifford Chance LLP, FTSE                                                             |     |
| Pan Peninsula East   | 147            | 48             | 2009     | Magánlakások                                                                                              |     |
| Pan Peninsula West   | 122            | 38             | 2009     | Magánlakások                                                                                              |     |
| 1 West India Quay    | 111            | 33             | 2004     | Magánlakások, Marriott Hotel                                                                              |     |
| 33 Canada Square     | 105            | 18             | 1999     | Citigroup                                                                                                 |     |

## Tervezett beruházások
| Épület neve             | Magasság méter | Emeletek száma | Státusz          |
| ----------------------- | -------------- | -------------- | ---------------- |
| Riverside-Dél, 2.Torony | 189            | 38             | építés alatt     |
| Riverside-Dél, 1.Torony | 236            | 45             | építés alatt     |
| North Quay, 1.Torony    | 221            | 44             | jóváhagyott terv |
| Heron Quay-Nyugat       | 214            | 40             | jóváhagyott terv |

## Szabad területek
Canary Wharfon jelenleg öt parkosított terület található: 

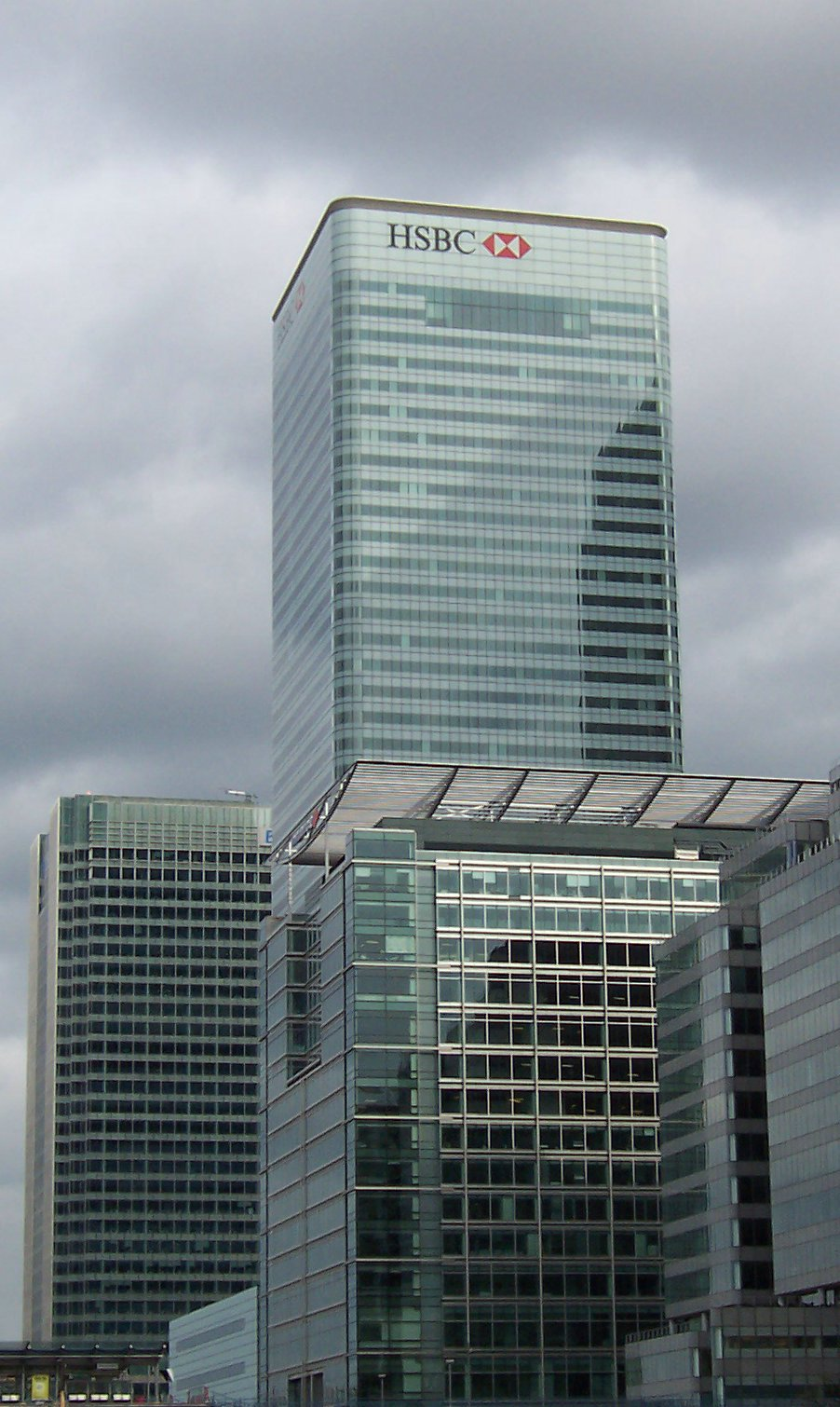
A HSBC torony. Háttérben a Barclays bank központja, előtérben pedig a Bank of America tornya

- Canada Square
- Jubilee park
- Cabot square
- Westferry Circus
- Churchill Place

## Jelentősége és hatása
Canary Wharf fejlesztésének elsődleges és azonnal jelentkező hatása a környező területek telekárainak drasztikus emelkedése volt. Ez azt jelenti, hogy az Isle of Dogs sziget - ami korábban a közvélekedés alapján ritkán lakott, ipari területek kialakítására alkalmas környéknek számított - felülértékelődött. Az olyan projektek, mint a South Quay Plaza és a West India Quay a közvetlen következményei a felülértékelődésnek. Az ingatlanárak emelkedésének tetőpontján, 2007-ben, a HSBC tornyot a rekord-összegű 1,1 milliárd angol fontért értékesítették.
Agglomerációs szemszögből Canary Wharf komoly riválisnak számított (és a jövőben is fog) a City of London számára, hiszen mindig is az utóbbi volt az Egyesült Királyság első számú és legfontosabb pénzügyi központja. A Canary Wharf és City of London Corporation közötti kapcsolat gyakran meglehetősen feszült volt mostanában. A City of London Corporation azzal vádolja rendszerint riválisát, hogy elhalássza a bérlőket, míg a Canary Wharf Group Plc. azt kifogásolja, hogy a City nem törődik eléggé a bérlők igényeivel.
Canary Wharf országos jelentősége abból adódik, amit a területén elhelyezkedő elődjétől, a dokkoktól örökölt, azaz egykor ezek voltak a világon a legforgalmasabbak. Hatalmas ipari területeket szolgáltak ki Kelet-Londonban és környékén. Mára mind a dokkok, mind pedig az ipari területek eltűntek, a munkaerő pedig átvándorolt a szolgáltató szektorba, magas irodaházakba. Ennek tiszteletéül, Canary Wharf számít napjainkban az Egyesült Királyság megváltozott gazdaság-földrajza legmeghatározóbb szimbólumának.

## Szerepe a kultúrában és szórakoztatásban

### Film
Canary Wharf eddig számos alkalommal megjelent a televízió képernyőkön, valamint mozifilmekben:
- Dr. Who (magyar cím: Ki vagy, Doki?)
- 28 Days Later (magyar cím: 28 nappal később)
- 28 Weeks Later (magyar cím: 28 héttel később)
- Johnny English
- Harry Potter and the Order of the Phoenix (magyar cím: Harry Potter és a Főnix Rendje)
- Ashes to Ashes

### Zene
Canary Wharf saját szimfonikus zenekarral rendelkezik, melyet Docklands Sinfonia-nak hívnak.
Az angol Radiohead nevű együttes Fake Plastic Trees című dalát Canary Wharf ihlette.

## Fordítás
Ez a szócikk részben vagy egészben  a   Canary Wharf című angol Wikipédia-szócikk fordításán alapul.  Az eredeti cikk szerkesztőit annak laptörténete sorolja fel. Ez a jelzés csupán a megfogalmazás eredetét és a szerzői jogokat jelzi, nem szolgál a cikkben szereplő információk forrásmegjelöléseként.